# Área linguística mesoamericana
A área linguística mesoamericana é um sprachbund que contém muitas das línguas nativas faladas na área cultural da Mesoamérica. Este sprachbund é definido por uma matriz de traços sintáticos, lexicais e fonológicos e por vários traços etnolinguísticos encontrados nas línguas mesoamericanas, as quais pertencem a várias famílias linguísticas, como a uto-asteca, maia, totonacana, otomangueana e mixe-zoqueana. Existem também várias línguas isoladas e não classificadas.

## História da linguística da área mesoamericana
As semelhanças notadas entre muitas das línguas da Mesoamérica levaram os estudiosos da linguística a propor a constituição de um sprachbund, tão cedo como 1959. Porém, esta proposta apenas seria consolidada em 1986, altura em que Lyle Campbell, Terrence Kaufman e Thomas Smith-Stark aplicaram uma rígida análise linguística a qual demonstrou que as semelhanças entre várias destas línguas eram realmente consideráveis, concluindo que as suas origens devem-se muito provavelmente à difusão e não à herança - o critério padrão para definir um sprachbund.
No seu trabalho publicado em 1986 "Meso-America as a Linguistic Area" os autores antes mencionados exploraram várias propostas de características desta área linguística, das quais descartaram a maioria por não terem sido rigorosamente comprovadas, possivelmente devido ao acaso, à herança ou por não estarem confinadas à região mesoamericana. Porém, demonstraram que cinco características em particular eram patentes entre as diversas línguas, com fronteiras coincidentes com as da região mesoamericana e com origem provável na difusão. Passaram depois à comparação destas cinco características com aquelas que definem outras áreas linguísticas consideradas já bem estabelecidas - por exemplo, as línguas da Ásia Oriental e a União Linguística Balcânica - e concluíram que, em comparação, a proposta de uma área linguística mesoamericana podia realmente ser considerada como estando bem fundamentada: ainda que de forma discutível "entre as mais bem fundamentadas que se conhecem" (Campbell, Kaufman & Smith-Stark. 1986 p. 556).
Argumentaram ainda que alguns dos traços descartados poderiam também ser tidos em consideração como forma de fortalecer a proposta, não sendo no entanto suficientes por eles mesmos para funcionarem como fundamento, enquanto que outros traços bem documentados de carácter maioritariamente etnolinguístico  podem não ser consideráveis como traços linguísticos mas sim culturais.

## Traços definidores da área linguística mesoamericana
Segue-se uma breve descrição dos traços linguísticos considerados por Campbell, Kaufman e Smith-Stark, como definidores da área linguística mesoamericana.

### Possessão nominal
Muitas das línguas mesoamericanas exibem um tipo particular de construção para a possessão de substantivos. A construção geralmente encontrada é "seu substantivo1 substantivo2".
Por exemplo, na língua maia quiché, u-tzi' le achih (o "cão do homem") significa literalmente "seu-cão o homem". A construção semelhante em náuatle seria i:-itzkwin in tla:katl.

### Substantivos relacionais
Outro traço partilhado por quase todas as línguas mesoamericanas são os substantivos relacionais. Os substantivos relacionais são utilizados para expressar relações espaciais, entre outras, de modo muito semelhante às preposições nas línguas indo-europeias mas compostos por um substantivo e afixos possessivos.
Por exemplo em pipil (uto-asteca):
nu-wa:n "comigo" (nu- significa "meu")
mu-wa:n "contigo" (mu- significa "teu")
i-wa:n  "com ela" (i- significa "seu/sua")
ou em mam (maia):
n-wits-a "em mim" (n- significa "meu")
t-wits  "nela" (t- significa "seu/sua").

### Sistema numérico vigesimal
Todas as culturas da Mesoamérica têm sistemas numéricos vigesimais, ou sistemas de base vinte. Algumas línguas encontradas junto e para lá das fronteiras das Mesoamérica possuem também tais sistemas de numeração, os quais se consideram terem sido propagados por difusão.

### Sintaxe final não verbal e ausência deswitch-reference
Não se conhecem línguas com ordem sintática do tipo verbal final ainda que a maioria das línguas que fazem fronteira com a Mesoamérica apresentem ordem sintática do tipo Sujeito Objecto Verbo. Além disso, não se conhecem línguas que apresentem switch reference, o que Campbell, Kaufman e Smith-Stark supõem ser um efeito secundário do facto de as línguas mesoamericanas não possuírem ordem sintática do tipo verbal final.

### Vários calques semânticos de distribuição generalizada
Uma das mais fortes evidências de difusão por toda a Mesoamérica é fornecida por vários calques semânticos largamente disseminados por toda a região.
Por exemplo, em muitas línguas mesoamericanas, as palavras para objectos específicos são construídas compondo dois radicais diferentes e em muitos casos estes dois radicais são semanticamente idênticos ainda que não relacionados liguisticamente.
Entre estes calques encontram-se:
- perna-cabeça significando "joelho"
- veado-cobra significando "boa constrictor"
- pedra-cinza significando "calcário"
- cabeça-pescoço significando "pulso"
- ave-pedra significando "ovo"
- sangue-estrada significando "veia"
- moer-pedra significado "molar"
- deus-excremento ou sol-excremento significando "metal precioso"
- mão-mãe significando "polegar"
- água-montanha significando "povoação"

## Outros traços
Outros traços encontrados nas línguas mesoamericanas, mas que Campbell, Kaufman e Smith-Stark não consideraram ser suficientemente proeminentes de forma a serem conclusivos para a proposta da área linguística são:
- Uso da incorporação de substantivos relativos a partes corporais em verbos.
- Derivação de locativos através de substantivos relativos a partes corporais.[3]

- A existência de línguas assobiadas
- Indicação gramatical de posse intíma ou inalienável.
- A existência de classificadores numerais.
- Formas polidas gramaticalizadas para dirigir-se em segunda pessoa.
- Um registo linguístico ritual especial.

## Possíveis relações externas
Conforme Jolkesky, existem possíveis paralelos lexicais entre a família maia e as línguas isoladas sul-americanas mosetén, paez e kunza. Também existem possíveis paralelos lexicais entre a família oto-mangueana e as famílias chocó, barbacoana, páez, sáliba-hoti, tucana e jirajarana. Além disto, há possíveis paralelos lexicais entre as famílias lencas e misumalpas com as línguas hocanas e o atacapa.